# Chez le prof. Pierre
Chez le prof. Pierre est une série télévisée québécoise pour enfants, diffusée de 1970 à 1972 sur les ondes de Télé-Capitale affiliée au réseau TVA.

## Synopsis
Cette série est précédée par la série La cabane à Midas.

## Distribution
- Désiré Aerts : Le prof Pierre
- Roger Giguère : Ephrem, Midas, Jim la Varloppe et Fafo

## Production
- Michel Brodeur

## Discographie

### Albums
| Année | Album                | Étiquette    | Classement | Notes |
| ----- | -------------------- | ------------ | ---------- | ----- |
| 1970  | Chez le prof. Pierre | Trans-Canada | Top 50     |       |

### Simples
| Année | Simple                                    | Étiquette    | Classement | Notes                         |
| ----- | ----------------------------------------- | ------------ | ---------- | ----------------------------- |
| 1971  | Chi baba chi baba – Aba-daba-lune de miel | Trans-Canada | —          | Simple de Midas et Midassette |

Voir également les discographies Roger Giguère et Désiré Aerts